# Hadfi Dániel
Hadfi Dániel (Budapest, 1982. május 13. –) Európa-bajnok cselgáncsozó, a magyar cselgáncssport tizedik kontinensbajnoka. A 2007. évi Európa-bajnokságon azt az orosz Ruszlán Gaszimovot győzte le, akitől a 2006-os EB-n a döntőben kapott ki.

## Sporteredményei
90 kg
- 1998 Ifjúsági Világkupa (Győr) 1. helyezett
- 1998 Junior Magyar Bajnokság 1. helyezett
- 1999 Junior Magyar Bajnokság 1. helyezett
- 2000 Junior Magyar Bajnokság 1. helyezett
- 2000 Junior Világkupa (Jicin) 1. helyezett
- 2000 Junior Világbajnokság (Nabeul) 3. helyezett
- 2001 Junior Világkupa (Jicin) 1. helyezett
- 2001 Junior Magyar Bajnokság 1. helyezett
- 2002 Magyar Bajnokság 1. helyezett

100 kg
- 2004 Magyar Bajnokság 1. helyezett
- 2004 U23 Európa-bajnokság(Ljubljana)
- 2005 Világkupa  1. helyezett
- 2006 Európa-bajnokság  2. helyezett
- 2007 Szuper-világkupa 1. helyezett
- 2007 Európa-bajnokság  1. helyezett
- 2007 Világbajnokság (Rio de Janeiro) 3. helyezett

## Díjai, elismerései
- Junior Prima díj (2007)